# The Bottom of the Blues
The Bottom of the Blues — студійний альбом американського блюзового музиканта Отіса Спенна, випущений у 1968 році лейблом BluesWay.

## Опис
У записі взяв гітарист Мадді Вотерс та інші сесійні музиканти. Також вперше приєдналась до записів Отіса Спенна його дружина, Люсіль Спенн, яка виконала вокальні партії на 4-х композиціях (соло в «I'm a Fool» та «My Man»).
Записаний 20 листопада 1967 року в Нью-Йорку. Альбом вийшов на лейблі Bluesway Records у листопаді 1968 року. Продюсером виступив Боб Тіл.

## Список композицій
1. «Heart Loaded With Trouble» (Джеймс Берк Оден) — 2:58
2. «Diving Duck» (Отіс Спенн) — 5:25
3. «Shimmy Baby» (Мадді Вотерс) — 3:54
4. «Looks Like Twins» (Мадді Вотерс) — 4:58
5. «I'm a Fool» (Люсіль Спенн) — 3:09
6. «My Man» (Люсіль Спенн) — 3:35
7. «Down to Earth» (Отіс Спенн) — 4:32
8. «Nobody Knows» (Волтер Девіс) — 4:43
9. «Doctor Blues» (Отіс Спенн) — 2:50

## Учасники запису
- Отіс Спенн — фортепіано, вокал
- Люсіль Спенн — вокал (3, 5, 6, 7)
- Мадді Вотерс — гітара (4)
- Семмі Лоугорн — гітара
- Лютер Джонсон — гітара
- Джордж Бьюфорд — губна гармоніка
- Сонні Вімберлі — електричний бас
- С. П. Лірі — ударні

Технічний персонал
- Боб Тіл — продюсер
- Бен Паттітучі, Генрі Епстайн — дизайн обкладинки
- Шелдон Гарріс — текст до обкладинки